# Busswil bei Melchnau
Busswil bei Melchnau är en ort och kommun i distriktet Oberaargau i kantonen Bern, Schweiz. Kommunen har 172 invånare (2023).